# مقصر
إن المقصر هو شخص وبخاصة طالب الذي يفشل في استخدام إمكاناته أو لم يقدم أداءً جيدًا حسب المتوقع.
سنهتم هنا بـ التقصير الأكاديمي على وجه التحديد. فلقد بينت الدراسات التي أجريت على أشخاص لم يتمكنوا من إدراك إمكاناتهم الواضحة لديهم صعوبات تعلم وقصور الانتباه وتشتت الحركة (ADHD) والعديد من المشكلات التعليمية الأخرى، ولقد وضعت تلك الدراسات أساليب معالجة تلك المشكلات. وتفضل النظريات الحديثة بين العلماء الأكاديميين علاج مشكلات قصور الأداء بالمساعدة العلاجية.
يمكن أيضًا حدوث التقصير الأكاديمي بين الطلاب الأذكياء أو الموهوبين نسبيًا، الذين لا يؤدون حسبما هو متوقع إما بسبب شعورهم بالملل أو لأنهم اختاروا ألا يكونوا متفوقين. فعل سبيل المثال، يمكن اعتبار الابنة الناجحة أكاديميًا لوالدين أساتذة جامعيين والتي رسبت في الجامعة باعتبارها مقصرة.
يمكن أيضًا استخدام هذا المصطلح استخدامًا أكثر عمومية، فعلى سبيل المثال يمكن أن نطلق كلمة الفريق المقصر على الفريق الذي يضم العديد من نجوم اللاعبين بيد أنه لا يزال يخسر المباريات أمام الفرق ذات المواهب الواضحة الأقل نسبيًا. والسهم الذي يحقق أرباحًا و/أو أرباح رأس مال رغم الأعمال التجارية القوية الداعمة و/أو السند المدعم بأصول يمكن أن يطلق عليه مقصر.

## وصلات خارجية
- Essays on academic underachievement among gifted children.